# Široko Polje
Široko Polje je mjesto u Osječko-baranjskoj županiji, u sastavu grada Đakova.

## Zemljopisni položaj
Nalazi se na 45° 24' 19  sjeverne zemljopisne širine i 18° 28' 21 istočne zemljopisne dužine.
Nadmorske je visine 87 metara.

## Povijest
Turci su Slavonijom vladali 161 godinu (1526. – 1687.) Kraj su zatekli napučen i kultiviran. Kada su Turci pobjegli preko Save, popis osječke dvorske inspekcije iz 1702.god. u biskupskom đakovačkom vlastelinstvu spominje samo 54 slabo naseljena sela, a samo Đakovo imalo je tek 300 stanovnika. Važno je između tih sela idvojiti Lopušance, smještene između današnjeg Š.Polja i Semeljaca. Na puste šume i zapuštena polja uokolo Lopušanaca, pola stoljeća kasnije naselit će se Širokopoljci i Vučani, a Lopušančani će se raseliti po Viškovcima, Forkuševcima i okolnim selima, a najviše po novom Širokom Polju.
Po dogovoru s franjevcima koji su većinom bili iz Bosne biskup je iz okolice Plehana (u blizini Gradašca, Bosna) doselio katolike u Punitovce, Koritnu i Beketince, te je utemeljio dva nova sela, Vuku i Široko Polje. To je bilo najkasnije 1754. godine.

## Stanovništvo
Prema popisu stanovništva iz 2001. godine u Širokom Polju živi 1099 stanovnika.
| broj stanovnika | 512   | 590   | 456   | 652   | 670   | 769   | 757   | 817   | 879   | 858   | 920   | 971   | 988   | 987   | 1099  | 1012  | 799   |
|                 | 1857. | 1869. | 1880. | 1890. | 1900. | 1910. | 1921. | 1931. | 1948. | 1953. | 1961. | 1971. | 1981. | 1991. | 2001. | 2011. | 2021. |

## Kultura
U Širokom Polju djeluju društva: NK Hajduk, dobrovoljno vatrogasno društvo, Kuna - lovačka udruga, kulturno umjetničko društvo - Širokopoljac i Lipa - udruga za očuvanje starina koja izdaje i širokopoljački list.

## Sport
NK Hajduk,  - osnovan je 1935. godine, klub se u početku zvao Sloga da bi nakon dvije godine promijenio ime u Hajduk, što je ostalo do današnjih dana. Danas se NK Hajduk natječe u 2. županijskoj ligi (središte Đakovo).  
2005. godine NK Hajduk iz Širokog Polja proslavio je svojih 70 godina postojanja.

## Obrazovanje
- OŠ Josipa Antuna Čolnića

Početak školstva u Širokom Polju kreće od daleke 1857. godine, dok je prva sagrađena školska zgrada 1864. godine. Škola u Širokom Polju danas djeluje kao područna u sastavu OŠ Josip Antun Ćolnić iz Đakova. Od 2007., nakon što je napravljena nova škola, djeluje kao osmogodišnja škola.

## Vanjske poveznice
- http://www.nezavisniportalsirokopolje.hr  Arhivirana inačica izvorne stranice od 27. srpnja 2014. (Wayback Machine)